# بروس كانليف
بروس كانليف (بالإنجليزية: Bruce Cunliffe)‏ هو لاعب هوكي الجليد أمريكي، ولد في 19 أغسطس 1925 في كين في الولايات المتحدة، وتوفي في 6 أبريل 1989.

## وصلات خارجية
- بروس كانليف على موقع EliteProspects.com (الإنجليزية)
- بروس كانليف على موقع أوليمبيديا (الإنجليزية)